# انو (میکرونزی)
اُنو یک منطقه شهرداری در ناحیه اکسوریتود در ایالت چوک در کشور ایالات فدرال میکرونزی است. اُنو در خاور آب‌سنگ حلقوی نامونوییتو قرار دارد. مساحت آن ۰٫۳۱ کیلومتر مربع (۰٫۱۲ مایل مربع) و جمعیت آن ۲۹۶ نفر (سال ۲۰۰۸) است.
{{Infobox settlement
|name=اُنو|native_name=|native_name_lang=|motto=|image_skyline=Namonuito.png|map_alt=|image_caption=نقشه آب‌سنگ حلقوی نامونوییتو و منطقه‌های شهرداری درون آن|pushpin_map=Federated States of Micronesia|pushpin_label_position=|pushpin_map_alt=|pushpin_map_caption=|latd=8|latm=47|lats=53.92|latNS=N|longd=150|longm=17|longs=27.27|longEW=E

## جغرافیا
کشیدگی اُنو به صورت ۰٫۴ کیلومتر (۰٫۲۵ مایل) در امتداد شمالی-جنوبی و ۰٫۸ کیلومتر (۰٫۵۰ مایل) در امتداد خاوری-باختری است.